# Stazione di Marcellina-Palombara
Stazione di Marcellina-Palombara vasútállomás Olaszországban, Marcellina településen.

## Vasútvonalak
Az állomást az alábbi vasútvonalak érintik:
- Róma–Sulmona–Pescara-vasútvonal

## Kapcsolódó állomások
A vasútállomáshoz az alábbi állomások vannak a legközelebb:
- Stazione di Tivoli (Stazione di Tivoli, FL2)
- Stazione di Guidonia-Montecelio-Sant'Angelo (Stazione di Roma Tiburtina, FL2)